# Wiktor Budzyński (radiowiec)

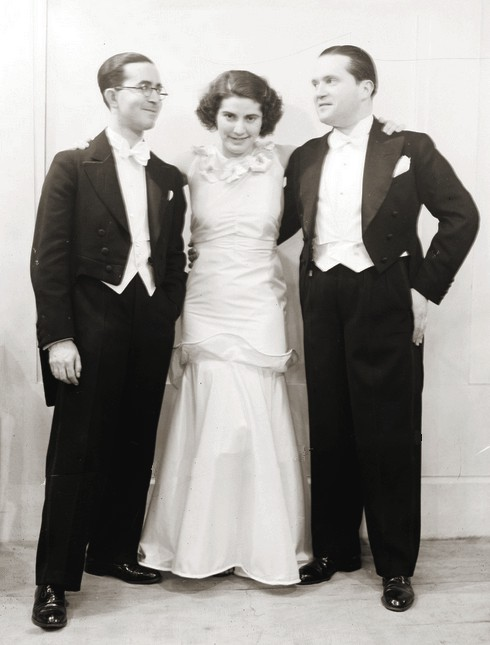
Alfred Schütz, Włada Majewska i Wiktor Budzyński (1936)

Wiktor Budzyński (ur. 4 marca 1906 w Stanisławowie, zm. 30 kwietnia 1972 w Londynie) – polski radiowiec i dramatopisarz, prawnik z wykształcenia.

## Życiorys
Syn Wiktora i Zofii ze Sztarklów. Urodził się w Stanisławowie. Kształcił się w VI Państwowym Gimnazjum im. Stanisława Staszica we Lwowie, gdzie w 1921 ukończył VI klasę (w jego klasie byli także Ludwik Bojczuk i Henryk Vogelfänger – wszyscy później współpracowali w lwowskim radiu). Po I wojnie światowej wraz z rodziną przeprowadził się do Lwowa. Tutaj ukończył Państwowe VI Gimnazjum im. Stanisława Staszica. Następnie rozpoczął studia na Wydziale Prawa Uniwersytetu Jana Kazimierza we Lwowie, które ukończył w 1929, równocześnie ze zdaniem egzaminu aktorskiego przed Związkiem Artystów Scen Polskich. Podczas studiów, w 1928 założył teatr „Nasze Oczko”(inspiracją do nazwy były warszawskie teatrzyki „Morskie Oko” i „Perskie Oko”), pisząc dla niego przedstawienia.
Od 1931 w Radiu Lwów w ówczesnym programie Wesoła Lwowska Niedziela. Na jej miejsce stworzył audycję satyryczną Wesoła Lwowska Fala (16 lipca 1933) za zgodą dyrektora Juliusza Petry, która zdobyła rekordową popularność (średnio audycję słuchało 5,6 miliona ludzi, czyli co szósty mieszkaniec Polski). Był autorem setek skeczów, scenek, dialogów, piosenek, kilku rewii. Pracował w rozgłośni lwowskiej Polskiego Radia jako reżyser i kierownik literacki. 
Po agresji ZSRR na Polskę 17 września 1939 przekroczył granicę polsko-rumuńską z zespołem Wesołej Lwowskiej Fali. Od 14 listopada 1939 do 13 lutego 1940 roku jako Lwowska Fala zespół występował, dając łącznie 56 przedstawień dla około dwudziestu tysięcy widzów, w tym dla internowanych w Rumunii żołnierzy polskich. 8 marca 1940 roku zespół opuścił Rumunię, by przez Jugosławię i Włochy dotrzeć do Wojska Polskiego we Francji. Jako „Pierwsza Polowa Czołówka Teatralna — Lwowska Fala”, występowali we wszystkich obozach i zgrupowaniach Wojska Polskiego we Francji, dając łącznie trzydzieści występów. Po upadku Francji 23 czerwca 1940 na brytyjskim statku zespół Lwowskiej Fali przybył do Szkocji. Od pierwszego występu 24 czerwca 1940 w Szkocji, po ostatni 17 listopada 1946 w szpitalu wojskowym w Whitechurch, zespół wystąpił ponad 800 razy przed żołnierzami Polskich Sił Zbrojnych.
Po zakończeniu II wojny światowej Budzyński pozostał na uchodźstwie w Londynie. Prowadził m.in. kabaret „Niebieski Balonik” i wystawiał swoje sztuki m.in. w Teatrze Polskim w Ognisku na South Kensington. W latach 1951–1963 mieszkał w Monachium, gdzie pracował w Radiu Wolna Europa prowadząc „Podwieczorki przy mikrofonie”. Wiele słuchowisk poświęcił przedwojennemu Lwowowi. Wyrażał w nich tęsknotę za utraconym miastem i przypominał jego historię.
W 1970 został odznaczony złotą odznaką honorową Koła Lwowian.
Zmarł nagle 30 kwietnia 1972 w Londynie.

## Życie prywatne
W Stanisławowie w latach młodzieńczych wychowywał się przy ulicy Agatona Gillera. Ojciec Wiktora był inżynierem.
Był trzykrotnie żonaty: z Ewą Stojowską, Władą Majewską (świadkiem na ich ślubie generał Stanisław Maczek) i Zofią Zeltt. Z pierwszego małżeństwa miał syna Janusza Budzyńskiego (1933-1990), pracownika radia i telewizji, konferansjera, z trzeciego - córkę Małgorzatę (Margaret Budy), redaktorkę i reżyserkę w radiu i telewizji BBC.

## Wybrane sztuki
- „Spotkanie” (1947)
- „Displaced person” (1948)
- „Preclarka z Pohulanki” (1949) – wodewil lwowski
- „Waiting room” (1967)
- „M – jak Miłość” (1968)[6]
- „Tak żyłem...” – faktomontaż okolicznościowy w jednym akcie (z okazji setnej rocznicy urodzin Marszałka Józefa Piłsudskiego). Nakładem Komitetu Uczczenia Setnej Rocznicy Urodzin Józefa Piłsudskiego Londyn 1967, str. 39.

## Piosenki
Autor (muzyka i słowa) piosenek: Serce dla Lwowa, Śpij Miglanc, Piosenka nieaktualna, Tango marynarskie, Katarynka, Jesień we Lwowie, I nawet w obcym mieście.